# Арби (озеро)
А́рби (эст. Arbi järv) — озеро в городе Элва.
Площадь озера — 6 га, длина озера 370 м, ширина 240 м. Максимальная глубина 5,5 м. Из озера вытекает ручей Краавиоя, впадающий в реку Элва. Озеро образовалось в одной из котловин ледникового происхождения, дно заполнено органическими отложениями. По берегам озера Арби имеется множество, питающих его, родников. Родники проходят через богатые железом песчаные породы, поэтому в родниках встречаются железобактерии, образующие отложения лимонита. Мощность донных отложений достигает 6,5 м. В озере обитают окунь, краснопёрка, щука, лещ, плотва, карп, девятииглая колюшка, густера, золотой карась. Интродуцирован серебряный карась.

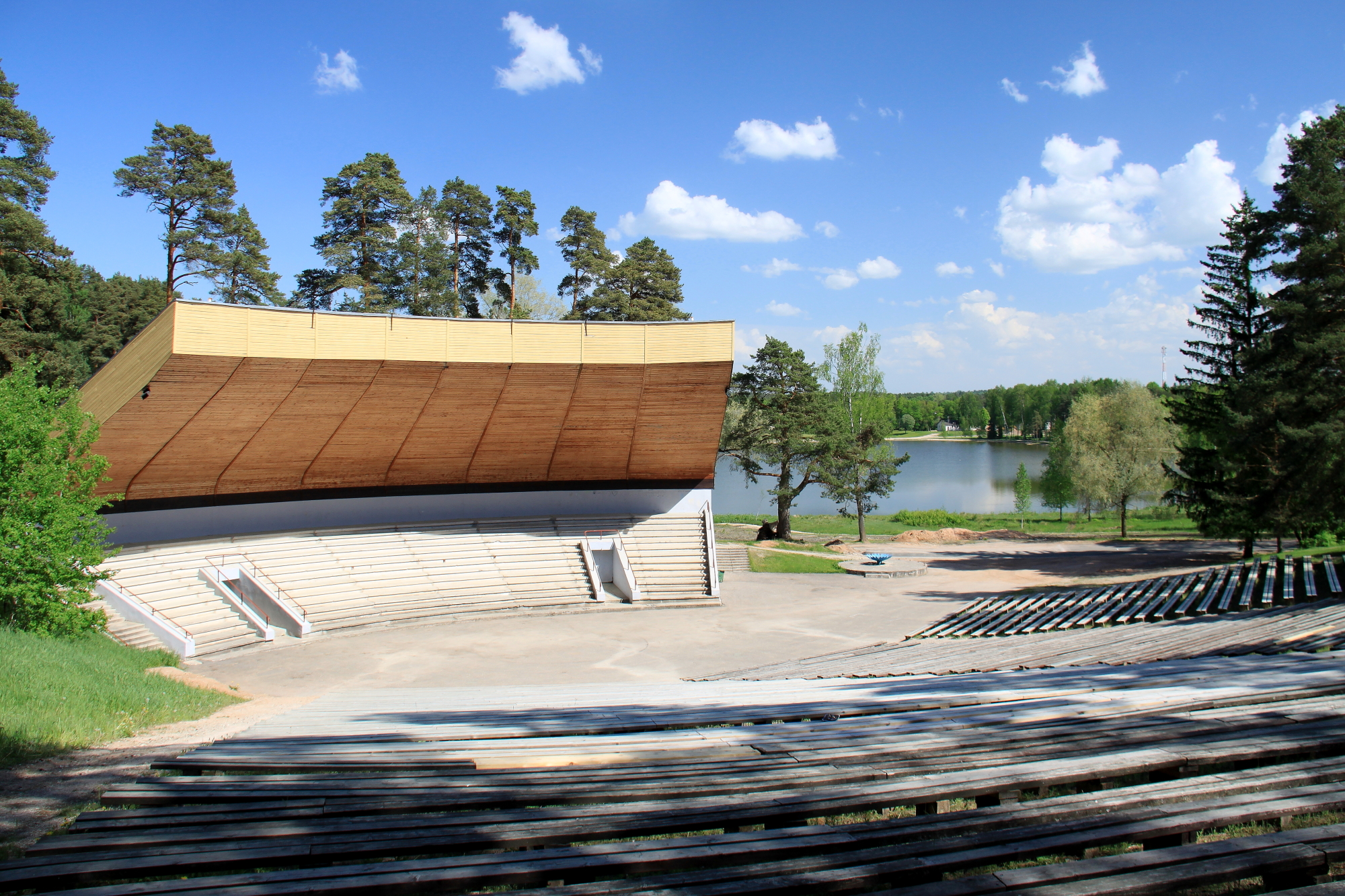
Певческое поле на фоне озера Арби